# Фудзивара-но Сумитомо
Фудзива́ра-но Сумито́мо (яп. 藤原 純友, ? — 941) — японский политический деятель и полководец периода Хэйан. Сын Фудзивары-но Ёсинори. Один из организаторов антиправительственной смуты годов Дзёхэй — Тэнгё 935—941 годов.

## Биография
Фудзивара-но Сумитомо происходил из придворных аристократов, но рано потерял отца, а вместе с ним и продвижение по службе в японской столице. Его назначили помощником главы провинции Иё на острове Сикоку в районе Внутреннего Японского моря. Заданием Сумитомо было преследование и уничтожение «пиратов» — местных самураев, занимавшихся разбоем на море. Однако в 936 году он перешёл на их сторону, стал пиратским вожаком и заложил свою базу на острове Хибури. Сумитомо проявил себя талантливым полководцем и за несколько лет подчинил себе всю акваторию Внутреннего Японского моря и часть острова Кюсю.
В 940 году японское центральное правительство направило карательные армии против Сумитомо под командованием Оно-но Ёсифуру и Татибаны-но Кимиёри. Силы пиратов были разбиты на севере Кюсю в районе администрации Дадзайфу. В том же году правительственный инспектор Татибана-но Тоясу поймал Сумитомо и живым отправил его в столицу. В следующем году пиратский полководец умер в тюрьме.